# Баккер-Грёндаль, Агата
Агата Баккер-Грёндаль (норв. Agathe Backer Grøndahl; 1 декабря 1847, Холместранн — 4 июня 1907, Осло) — норвежская пианистка и композитор.

## Жизнь и творчество
Агата Баккер-Грёндаль родилась в богатой и интеллигентной семье, где большое музыкальное дарование дочери разгадали и начали поощрять ещё в раннем детстве. Уже в трёхлетнем возрасте выступала перед зрителями с великолепной фортепианной игрой. Позднее изучала игру на фортепиано, теорию музыки и музыкальную композицию в консерватории Христиании под руководством Хальфдана Кьерульфа и Людвига Линдемана. В 1865 против воли родителей уехала в Берлин, где до 1869 года училась у одного из лучших педагогов по игре на фортепиано своего времени, Теодора Куллака.
Дебютировала в Норвегии в 1868 году с неизвестным тогда широкой публике Эдвардом Григом, исполнив пятый фортепианный концерт Л. ван Бетховена. После этого училась у известных дирижёров и композиторов Европы — Ганса фон Бюлова во Флоренции и Франца Листа в Веймаре. В последующие годы гастролировала во многих странах Европы. Бернард Шоу, слушавший её игру в Лондоне, назвал её истинной наследницей мастерства Клары Шуман.

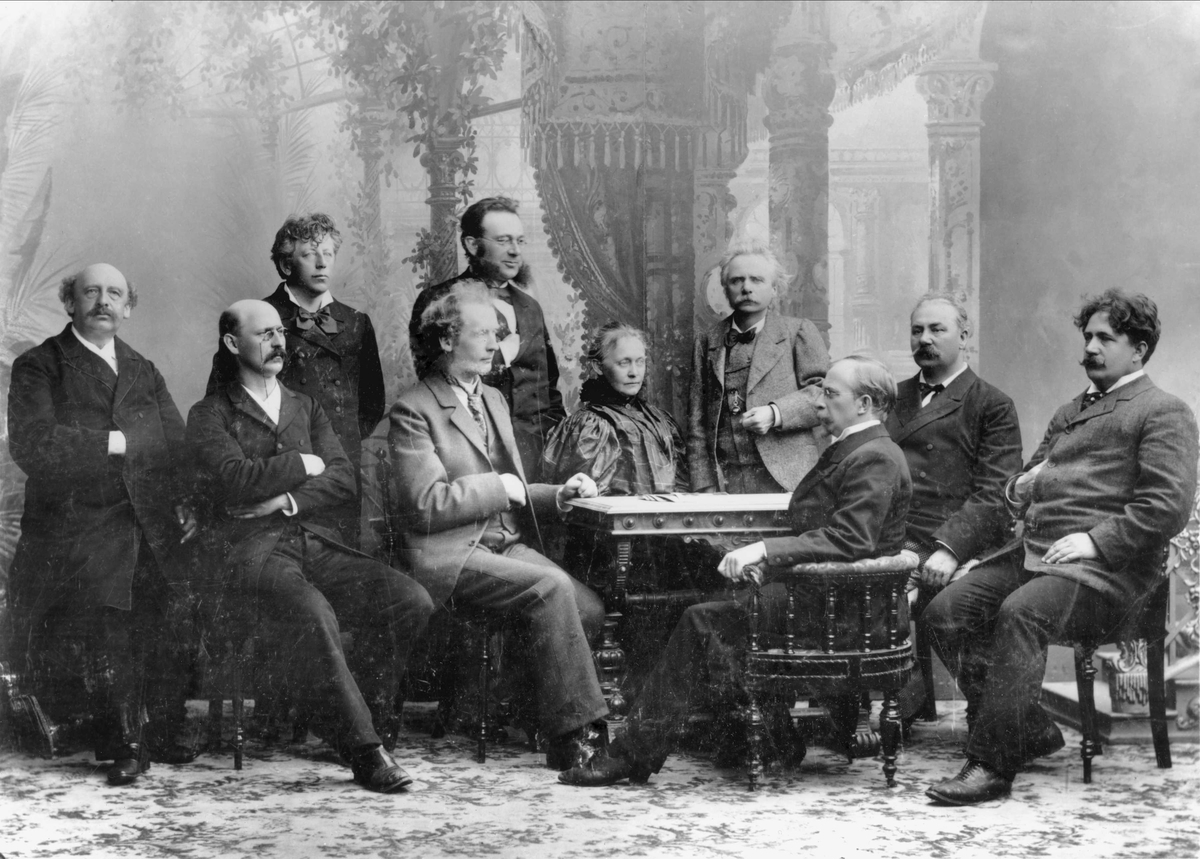
Норвежские композиторы на музыкальном фестивале в Бергене.
Слева направо: Каппелен, Кристиан, Эллинг, Катаринус, Ольсен, Оле, Герхард Шельдеруп, Ивер Холтер, Агата Баккер-Грёндаль, Эдвард Хагеруп Григ, Кристиан Август Синдинг, Юхан Северин Свенсен и Юхан Хальворсен
(фотограф Ниблин, Агнес; 1898)

С 1875 года — член Шведской королевской музыкальной академии. 
В 1889 и 1890 годах она давала концерты в Лондоне и Бирмингеме с обширной программой, включая концерт  для фортепиано с оркестром Эдварда Грига . 
Так как семья постоянно нуждалась в финансовых средствах, Агата ежедневно давала уроки музыки. В частности, у неё учились Боргхильд Хольмсен и Берта Фейринг Тэппер. В то же время она не прекращала и выступать с концертами. Во время Всемирной выставки (1878) в Париже играла фортепианный концерт a-moll Эдварда Грига, которым дирижировал её супруг .
После 1878 года состояние здоровья ухудшалось, прогрессировала глухота вплоть до полной утраты слуха, и к концу жизни она вынуждена прекратить занятия музыкой.
Агата Баккер-Грёндаль умерла 4 июня 1907 года в городе Осло.
В 1875 году вышла замуж за учителя пения и хорового дирижёра Олауса Андреаса Грёндаля; в этом браке родились трое сыновей. Один из них, Фритьоф Баккер-Грёндаль (1885—1959), также был известным пианистом.
Старшая сестра Агаты, Гарриет Баккер, была известной художницей.

## Избранные музыкальные сочинения
| - 6 концертных этюдов, Op. 11 - 3 концертных этюда, Op. 32 - 3 концертных этюда, Op. 47 - 3 этюда, Op. 22 - 10 пьес-фантазий, Op. 36 - 5 пьес-фантазий, Op. 45 - 3 музыкальных пьес, Op. 15 | - 3 пьесы, Op. 53 - прелюдия и большой менуэт, Op. 61 - 4 скетча, Op. 19 - 12 музыкальных фантазий, Op. 55 - сюита для фортепиано, Op. 20 - 3 венгерских танца, Op. 38 |